# 中央外资企业局
中央外资企业局是1949年10月成立的中华人民共和国政务院财政经济委员会下设的行业管理机构。 

## 历史
中华人民共和国成立之初，在中国的外资企业处于观望状态。在华外资拥有1000多家企业，职工12万多人，涉及煤炭、造船、石油、机械、发电、卷烟、制药、食品、银行、港口、进出口、房地产等行业，大多数为英资与美资。同时，为了打破西方的封锁禁运，正确外援，又与苏联合办了一批矿山与运输企业。 1949年5月上海解放之初，有外资企业910家，雇工5万多人，资产总值约5亿美元，其中英资、美资、法资分占47%、41%、9.5%。 在相关行业内占据绝对统治性优势。如美商电力公司的杨树浦发电厂占上海发电总量80%以上。美商电话公司占据几乎全部上海电话用户并垄断电信器材进口。英商电车公司、法商电车公司控制了电车公共汽车行业。美孚火油公司、亚细亚火油公司与德士古汽油公司垄断了石油及其制品的进口。瑞士的华铝钢精厂控制了铝制品市场。
此前，在中共七大政治报告的《论联合政府》中就提到了“借助于外援。在服从中国法令、有益中国经济的条件之下，外国投资是我们所欢迎的”。
1950年6月22日朝鲜战争爆发。1950年6月29日美国政府指示各石油公司停止对华出口石油及其制品，并要求英国、菲律宾采取同样措施。1950年7月17日，巴黎统筹委员会把中国列入与苏联东欧国家一样的禁运待遇。7月18日，英国政府表示把一切石油制品列入一号禁运清单，并要求新加坡、香港落实。
1950年10月25日抗美援朝后，英国、美国、法国均成为中国在战场上直接作战的敌对国家。1950年12月3日，美国商务部宣布：从1950年12月3日东部标准时间12时零1分开始，所有输往中国大陆、香港、澳门的物资，实施全面的许可证制度，“凡是一个士兵可以利用的东西都不许”运往中国，包括纺织品和废橡胶，从而对中国实行了实际上的全面禁运。1950年12月16日，美国政府宣布“将中国共产党在美国管辖内的一切资产置于管制之下”（造成实际损失4200余万美元），禁止美国船只前往中国大陆港口。1950年12月28日，中国政务院发布《关于管制美国在华企业财产冻结美国在华存款的命令》，但仍命令继续美资企业继续生产经营。
1951年5月14日，联合国大会额外措施委员会通过了美国提出的对中华人民共和国和朝鲜民主主义人民共和国实行禁运的提案。5月18日该提案被联合国大会表决通过为联合国大会500号决议“ADDITIONAL MEASURES TO BE EMPLOYED TO MEET THE AGRESSION IN KOREA”。5月22日，中国政府外交部就联大500号决议发表声明，指出这是联大“又一破坏联合国宪章，侵越安全理事会权限并蓄意扩大侵略战争的非法行动”。43个国家接受联大500号决议并加以实行。中国从西方国家的进口额，1952年比1951年下跌了四成。1951年5月，政务院发布允许对外资企业征用或征购。
1952年7月28日，英国枢密院判决把两航起义滞留在港的70余架民航飞机及其一切公司资产划拨给陈纳德的公司，并与当夜由香港皇家警察突袭实施。为报复上述行为，中国人民解放军上海市军事管制委员会于1952年8月15日、11月20日征收英资的马勒机器造船厂、英联船厂、英商电车公司、自来水公司、煤气公司、隆茂洋行。
1952年10月22日，政务院决定，中央私营企业局与中央外资企业局合并为了中央工商行政管理局，局长许涤新。

## 机构设置
- 秘书室
- 外资企业处处长管大同 副处长吴承明
- 调查研究处

## 领导
- 局长 冀朝鼎